# سانتا روزا، بنی
سانتا روزا (به اسپانیایی: Santa Rosa) یک شهرداری در بولیوی است که در استان خوزه بالیویان واقع شده‌است.